# Ruissaari, Salo
Ruissaari är en ö i Finland. Den ligger i sjön Enäjärvi och i kommunerna Salo och Lojo och landskapen  Egentliga Finland och Nyland, i den södra delen av landet, 70 km väster om huvudstaden Helsingfors. Öns area är 7,6 hektar och dess största längd är 0,6 kilometer i nord-sydlig riktning.